# معروض نقدي

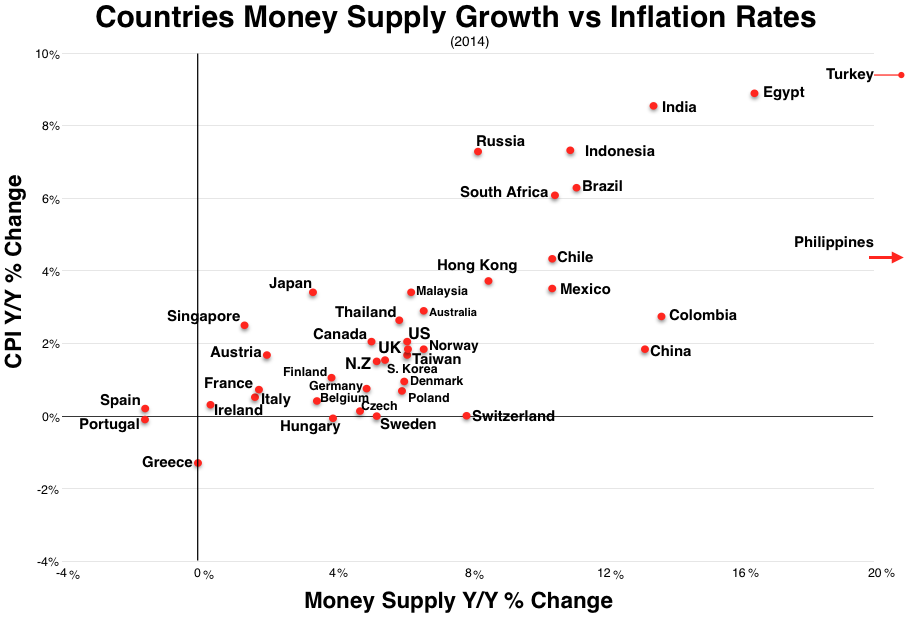
نمو المعروض النقدي مقابل معدلات التضخم

المعروض النقدي أو المخزون النقدي في الاقتصاد هو الكمية الإجمالية للأصول النقدية المتاحة في اقتصاد ما في وقت محدد. وهناك العديد من طرق تعريف «المال» ولكن المعايير الثابتة عادة تتضمن العملة المستعملة في التداول والودائع تحت الطلب (أصول المودعين بسجلات المؤسسات المالية التي يسهُل الوصول إليها).
وتقوم الحكومة عادةً أو المصرف المركزي للدولة بتسجيل بيانات المعروض النقدي ونشرها. ولا يزال يهتم المحللون العاملون بالقطاعين العام والخاص بمراقبة التغييرات التي يتعرض لها المعروض النقدي، وذلك نظرًا لتأثيره على مستوى الأسعار والتضخم الاقتصادي وسعر الصرف والدورة الاقتصادية.
وترتبط تلك العلاقة بين المال والأسعار بشكل تاريخي بنظرية كمية النقود. وهناك دليل تجريبي قوي على العلاقة المباشرة بين نمو المعروض النقدي وتضخم الأسعار الطويل الأجل؛ وهذا يكون على الأقل بالنسبة للزيادات السريعة في كمية النقود في الاقتصاد. وهذا يعني أن دولة مثل زيمبابوي، والتي تشهد زيادة سريعة في معروضها النقدي، تشهد أيضًا ارتفاعًا سريعًا في الأسعار تضخمًا جامحًا). ويعتبر هذا أحد أسباب الاعتماد على السياسة النقدية كوسيلة للسيطرة على التضخم.
إن طبيعية هذه السلسلة السببية تعتبر موضوع الجدل الدائر. فبعض الاقتصاديين غير التقليديين يشيرون إلى أن المعروض النقدي ذاتي النمو (يحدده أعمال الاقتصاد وليس المصرف المركزي)، وأن مصادر التضخم الاقتصادي ينبغي أن يتضمنها الهيكل التوزيعي للاقتصاد.
وعلاوة على ما سبق، فإن هؤلاء الاقتصاديين، الذين يرون أن سيطرة المصرف المركزي على المعروض النقدي تكون ضعيفة، يقولون إن هناك رابطين ضعيفين بين نمو المعروض النقدي ومعدل التضخم. الأول، في أعقاب حدوث ركود ما، عندما يكون العديد من الموارد غير مستفاد منها بشكل كامل؛ يمكن أن يؤدي زيادة المعروض النقدي إلى زيادة مستدامة في الإنتاج الحقيقي بدلًا من التضخم. والثاني، إذا تغيّرت سرعة تداول النقود، أي النسبة بين الناتج الإجمالي المحلي الاسمي والمعروض النقدي، فقد لا تؤثر زيادة المعروض النقدي أو لا يكون لها تأثير مبالغ أو تأثير غير متوقع على نمو الناتج الإجمالي المحلي الاسمي.

## الإجراءات التجريبية في نظام الاحتياطي الفيدرالي في الولايات المتحدة
انظر أيضًا المصرف المركزي الأوروبي للحصول على أساليب أخرى والمزيد من وجهات النظر العالمية.
تُستعمل الأموال كوسيلة للتبادل وكوحدة حساب وكقيمة مختزنة جاهزة. وترتبط وظائفها المختلفة بالإجراءات التجريبية المختلفة للمعروض النقدي. ولا يوجد إجراء واحد «صحيح» للمعروض النقدي. ولكن بدلاً من ذلك، يوجد العديد من الإجراءات التي تنقسم إلى فئات على نطاق شامل أو مستمر يدور بين المجموعات النقدية المحدودة والشاملة. وتتضمن الإجراءات المحدودة الأصول الأكثر سيولة فقط، وهي التي تُستخدم بسهولة أكبر في الإنفاق (العملة والودائع التي يمكن سحبها من حساب جارٍ). وأما الإجراءات الشاملة فتضيف القليل من أنواع الأصول السائلة (شهادات الإيداع، وغير ذلك).

## اقرأ أيضاً
- قائمة العملات المتداولة
- عملة
- عملة قانونية
- عملة رئيسية